# Tadeusz Sułowski

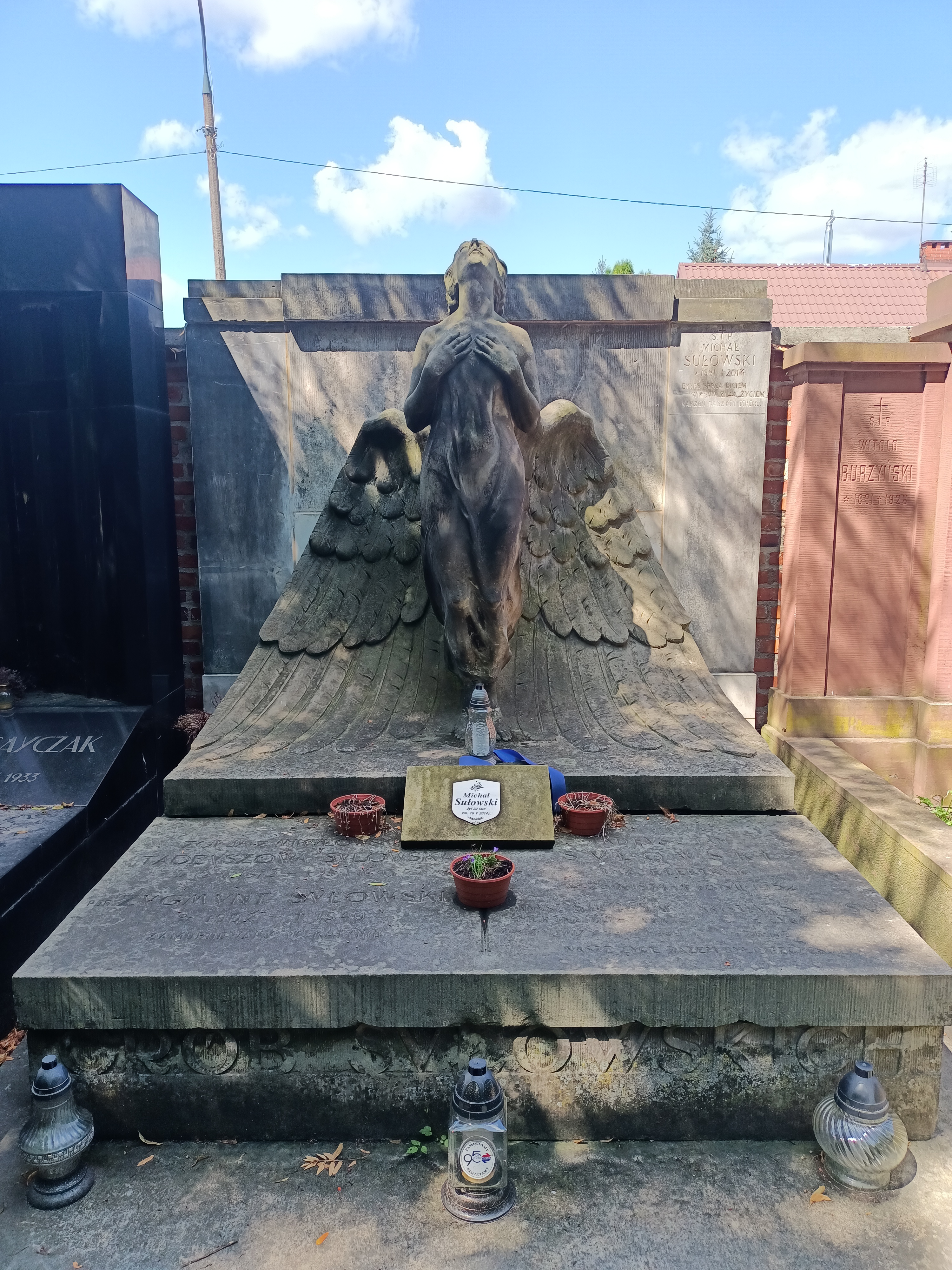
Grób Tadeusza Sułowskiego na Cmentarzu Powązkowskim

Tadeusz Jan Sułowski (ur. 28 października 1874 w Warszawie, zm. 16 lipca 1952) – polski inżynier elektryk, przedsiębiorca, wieloletni dyrektor zarządzający koncernu Siła i Światło, działającego w Polsce w latach 1918–1947. Była to pierwsza spółka w odrodzonej w 1918 roku Polsce, członek Rady Centralnego Związku Polskiego Przemysłu, Górnictwa, Handlu i Finansów w 1920 roku.
W okresie I wojny światowej był jednym ze współzałożycieli Głównego Komitetu Obywatelskiego w Łodzi w sierpniu 1914 roku i II wiceprzewodniczącym jego prezydium do rozwiązania z dniem 1 lipca 1915 roku. Z jego ramienia przewodniczył także powołanemu wówczas Centralnemu Komitetowi Milicji Obywatelskiej, który działał do rozwiązania przez władze niemieckie w czerwcu 1915. W wyborach do Rady Miejskiej w Łodzi, przeprowadzonych w styczniu 1917, uzyskał mandat radnego, startując z listy Polskiego Komitetu Wyborczego.
Przed 1918 rokiem przez wiele lat był dyrektorem łódzkiej filii spółki Polski Siemens, działającego na terenie Królestwa Polskiego oddziału koncernu Siemens. W 1918 był jednym ze współzałożycieli koncernu Siła i Światło, przez wiele lat był również jego dyrektorem. Jako przedstawiciel koncernu wszedł w skład członków założycieli spółki Polskie Radio, pierwszego stałego nadawcy radiowego w Polsce. Wraz z nim rozgłośnię zakładali Leopold Skulski, Zygmunt Chamiec, Bolesław Chełmicki, Władysław Heller i Piotr Drzewiecki. Po wycofaniu się koncernu z działalności w Polskim Radiu pozostał związany z nim jako wieloletni członek Rady Zarządzającej.
W okresie okupacji niemieckiej w czasie II wojny światowej Sułowski działał w dowództwie ZWZ (od 1942 – Armia Krajowa). Po 1945 prowadził w latach 1945-1949 wraz z żoną w Zakopanem punkt przerzutowy członków AK do Czechosłowacji. Spoczywa na cmentarzu Powązkowskim w Warszawie (pod murem ul. Tatarskiej, grób 140/141).
Dziadek Andrzeja Sułowskiego.